# Indywidualizm i porządek ekonomiczny
Indywidualizm i porządek ekonomiczny (ang. Individualism and Economic Order) – książka autorstwa Friedricha Hayeka, noblisty w dziedzinie ekonomii.
Jest to zbiór esejów oryginalnie opublikowanych lub wygłoszonych w latach 1935–1947, poruszających zagadnienia od filozofii moralnej przez metody nauk społecznych i ekonomii, aż po kontrastujące ze sobą zasady wolnego rynku i centralnie planowanej ekonomii.

## Eseje
1. Individualism: True and False (wygłoszony na University College Dublin, 17 grudnia 1945)
2. Economics and Knowledge (wygłoszony na London Economic Club, listopad 1936)
3. The Facts of the Social Sciences (wygłoszony na Cambridge University Moral Science Club, listopad 1942)
4. The Use of Knowledge in Society (opublikowany w American Economic Review, wrzesień 1945)
5. The Meaning of Competition (wygłoszony na Princeton University, maj 1946)
6. "Free" Enterprise and Competitive Order (wygłoszony na Mont Pelerin Society, kwiecień 1947)
7. Socialist Calculation I: The Nature and History of the Problem (opublikowany w Collectivist Economic Planning, 1935)
8. Socialist Calculation II: The State of the Debate (1935) (opublikowany w Collectivist Economic Planning, 1935)
9. Socialist Calculation III: The Competitive "Solution" (opublikowany w Economica, maj 1940)
10. A Commodity Reserve Currency (opublikowany w Economic Journal, czerwiec–wrzesień 1943)
11. The Ricardo Effect (opublikowany w Economica, maj 1942)
12. The Economic Conditions of Interstate Federalism (opublikowany w New Commonwealth Quarterly, wrzesień 1939)